# Лазур (стадион)
«Лазур» (болг. Лазур) — футбольный стадион в Бургасе, Болгария. Является домашним стадионом для клуба «Черноморец». В 2010 году, после реконструкции является самым современным стадионом в Болгарии. Стадион вмещает 18 307 человек и имеет 3 звезды по рейтингу УЕФА. Открытие стадиона состоялось в 1967 году, а между 1990 и 1997 годом стадион был реконструирован. После реконструкции официальное открытие состоялось 13 апреля 1997 года. В тот день состоялся матч между «Нефтохимиком» и клубом «Левски», закончившийся со счётом 4:1. До 2002 года стадион назывался «Нефтохимик», с 2002 по 2006 год — «Нафтех», а, начиная с 2006 года, — «Лазур».